# Millersburg (Kentucky)
Millersburg es una ciudad ubicada en el condado de Bourbon, Kentucky, Estados Unidos. Tiene una población estimada, a mediados de 2022, de 741 habitantes.

## Geografía
La localidad está ubicada en las coordenadas 38°18′19″N 84°08′35″O / 38.30528, -84.14306 (38.305154, -84.143153). Según la Oficina del Censo, tiene una superficie total de 1.06 km² de tierra firme y 0.004 km² de agua.

## Demografía
Según el censo de 2020, en ese momento había 747 personas residiendo en la localidad. La densidad de población era de 704.72 hab./km². El 93.57% de los habitantes eran blancos, el 1.74% eran afroamericanos, el 0.13% era amerindio, el 0.13% era asiático, el 2.41% eran de otras razas y el 2.01% eran de una mezcla de razas. Del total de la población, el 3.75% eran hispanos o latinos de cualquier raza.